# Фосфоній
Фосфоній - багатоатомний катіон з хімічною формулою PR+

Іон фосфонію

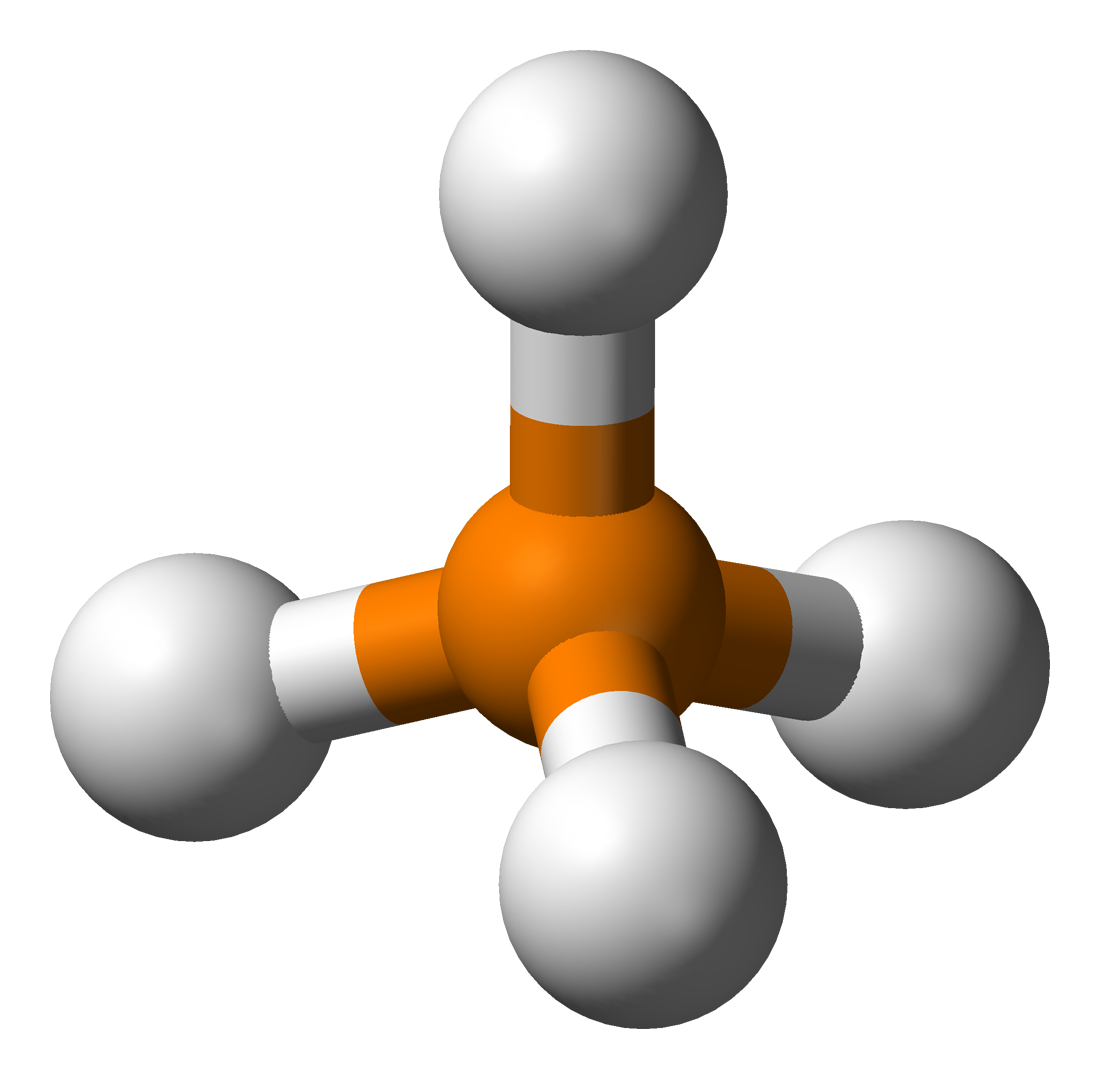
Структура, вихідного катіона фосфонію.

4 (де R являє собою водень або алкільну, арильну або галогенідну групу). Ці катіони мають тетраедричну структуру. Солі зазвичай безбарвні або мають колір аніонів.

## Типи катіонів фосфонію

### Протоновані фосфіни
Вихідним фосфонієм є PH+
4. Відстань P-H в іоні фосфоні. дорівнює 1,42 ± 0,02 Å . Розчинність фосфіну PH3 у воді за нормальних умов становить близько 0.25 об'єму фосфіну в одному об'ємі води. Відомо дуже нестійке з'єднання складу PH3⋅H2O, яке можна розглядати як гідроксид фосфонію PH4OH. На відміну від аналогічної сполуки азоту — гідроксиду амонію NH4OH, гідроксид фосфонію у водному розчині дисоціює дуже слабо і виявляє амфотерні властивості. Константи дисоціації за типом основи та за типом кислоти становлять порядку 10−29. Тим не менш, з сильними кислотами (соляною, хлорною і т.п.) фосфоній утворює досить стійкі солі. З них найбільш відомі галогеніди фосфонію: хлорид, бромід та йодид фосфонію. Галогеніди фосфонію менш стійкі до нагрівання, ніж аналогічні сполуки амонію. Температура сублімації галогенідів фосфонію (при нормальному тиску) закономірно підвищується від хлориду до іодиду (-28 °C для PH4Cl, 35 °C для PH4Br і 62 °C для PH4I). Їх пари майже повністю дисоційовані на фосфін і відповідний галогеноводень. Галогеніди фосфонію є сильними відновниками. Вони легко розкладаються водою, особливо у присутності луги. Розкладання іодиду фосфонію використовується для отримання чистого фосфіну в лабораторних умовах. При взаємодії фосфіну з сірчаною кислотою при температурі близько -25 °C утворюється сульфат фосфонію - білі кристали, що розпливаються. При низьких температурах також отримано надзвичайно вибуховий перхлорат фосфонія PH4ClO4.
Солі вихідного PH+
4 зустрічаються рідко, але цей іон є проміжним продуктом у отриманні корисного в промисловості тетракіс(гідроксиметил)фосфоній хлориду:
PH3 + HCl + 4 CH2O → P(CH
2OH)+
4Cl−
 
Багато органофосфонієвих солей утворюються шляхом протонування первинних, вторинних і третинних фосфінів:
PR3 + H+ → HPR+
3
Основність фосфінів відповідає звичайним тенденціям, при цьому R = алкіл є більш основним, ніж R = арил.

### Тетраорганофосфонієві катіони

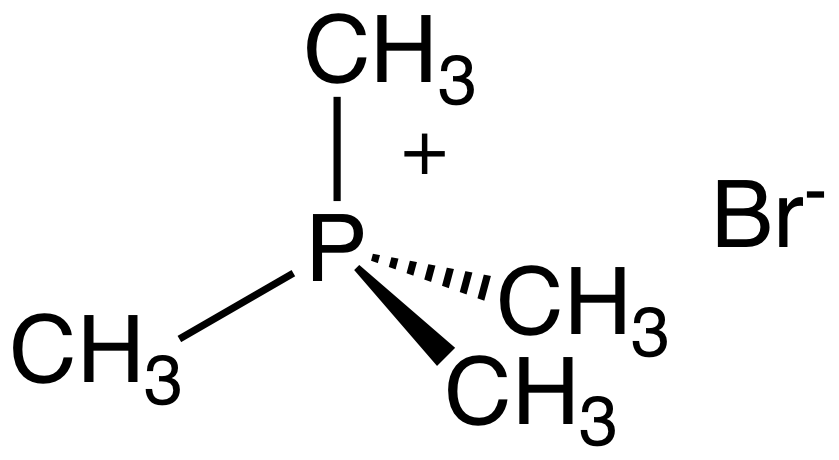

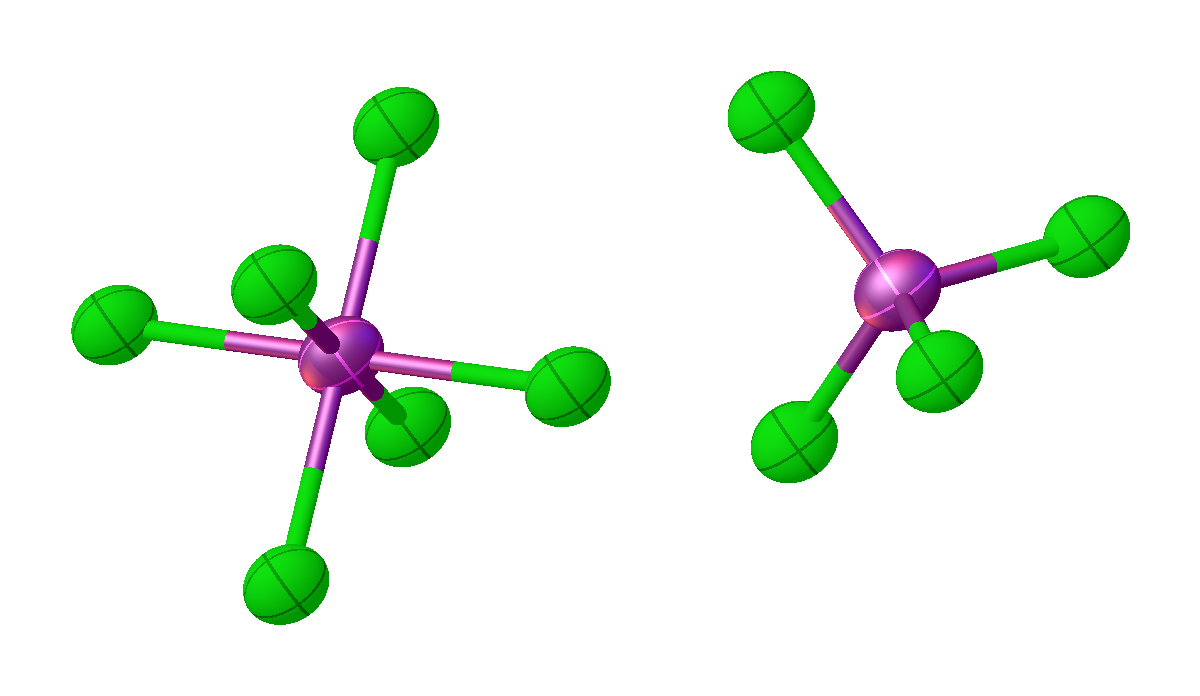
Будова твердого «пентахлориду фосфору», що ілюструє його автоіонізацію відносно тетрахлорфосфонію.

Найпоширеніші фосфонієві сполуки мають чотири органічні замісники, приєднані до фосфору. Четвертинні катіони фосфонію включають тетрафенілфосфоній , (C6H5)4P+ і тетраметилфосфонійP(CH
3)+
4 .
Четвертинні катіони фосфонію (PR+
4) отримують алкілюванням органофосфінів. Наприклад, реакція трифенілфосфіну з метилбромідом дає метилтрифенілфосфонію бромід :
PPh3 + CH3Br → [CH3PPh3]+Br−
Метильна група в таких фосфонієвих солях є помірно кислою, з  pКа близько 15:
[CH3PPh3]+ + основа → CH2=PPh3 + [H-основа] +
Ця реакція депротонування дає реактиви Віттіга.

### Пентахлорид фосфору та споріднені сполуки
Твердий пентахлорид фосфору є іонною сполукою, що складається з PCl+
4PCl−
6, тобто є сіллю, що містить катіон тетрахлорфосфонію. Розведені розчини дисоціюють відповідно до наступної рівноваги:
PCl 5  PCl+
4 + Cl− 
Трифенілфосфіну дихлорид (Ph3PCl2) існує як у вигляді пентакоординатного фосфорану, так і у вигляді хлортрифенілфосфонію хлориду, залежно від середовища. Ситуація подібна до PCl5. Це іонна сполука (PPh3Cl)+ Cl− у полярних розчинах і молекулярна із тригональною біпірамідальною молекулярною геометрією в аполярному розчині.

### Алкоксифосфонієві солі: реакція Арбузова
Реакція Міхаеліса–Арбузова — це хімічна реакція складного ефіру тривалентного фосфору з алкілгалогенідом з утворенням п’ятивалентного фосфору та іншого алкілгалогеніду. Зазвичай фосфорний субстрат являє собою етер фосфітної кислоти (P(OR)3), а алкілюючий агент являє собою алкілйодид.

## Використання

### Обробка текстилю

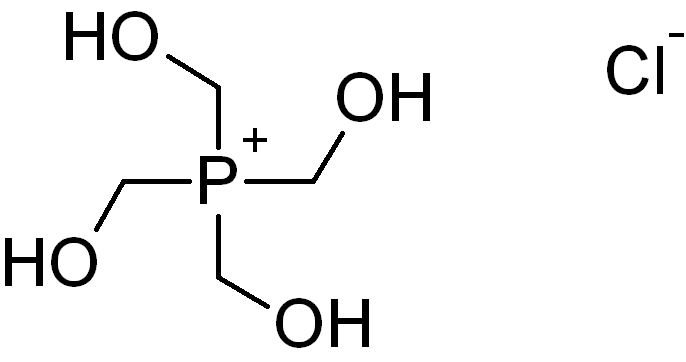
використовується у виробництві текстилю.

Тетракіс(гідроксиметил)фосфоній хлорид (THPC) має промислове значення у виробництві стійких до зминання та вогнезахисних покриттів на бавовняних та інших целюлозних тканинах. Вогнестійке покриття можна отримати з THPC за допомогою процесу Proban, у якому THPC обробляють сечовиною. Сечовина конденсується з гідроксиметильними групами на THPC. У результаті цієї реакції структура фосфонію перетворюється на оксид фосфіну.

### Трансфазні каталізатори та осаджувачі
Органічні катіони фосфонію є ліпофільними і можуть бути корисними в трансфазному каталізі, подібно до четвертинних солей амонію. Солі або неорганічні аніони та тетрафенілфосфоній (PPh+
4) розчинні в полярних органічних розчинниках. Одним із прикладів є перренат (PPh4 [ReO4]).

### Реактиви для органічного синтезу
Реактиви Віттіга використовуються в органічному синтезі. Їх отримують із солей фосфонію. Для депротонування потрібна сильна основа, така як терт-бутиллітій або  амід натрію:
[Ph3P+CH2R]X− + C4H9Li → Ph3P=CHR + LiX + C4H10
Одним із найпростіших ілідів є метилентрифенілфосфоран  (Ph3P=CH2).
Сполуки Ph3PX2 (X = Cl, Br) використовуються в реакції Кірсанова. Реакцію Кіннера-Перрена  використовують для отримання алкілфосфонілдихлоридів (RP(O)Cl2) і складних естерів (RP(O)(OR')2). Ключовим проміжним продуктом є алкілтрихлорфосфонієві солі, отримані алкілуванням трихлориду фосфору:
RCl + PCl3 + AlCl3 → [RPCl3]+ AlCl−
4

### Виробництво аміаку для «зеленого водню»
Основною промисловою процедурою виробництва аміаку сьогодні є термічний процес Хабера-Боша, який зазвичай використовує викопний газ як джерело водню, який потім поєднується з азотом для отримання аміаку. У 2021 році професор Дуг Макфарлейн і його співробітники Олександр Симонов і Брайан Сурьянто з Університету Монаш розробили метод виробництва зеленого аміаку, який потенційно може зробити заводи Haber-Bosch застарілими. Їх процес подібний до підходу електролізу для виробництва водню. Працюючи з місцевою компанією Verdant, яка хотіла виробляти відбілювач із солоної води шляхом електролізу, Сурьянто виявив, що сіль тетраалкілфосфонію дозволяє ефективно виробляти аміак при кімнатній температурі.